# Altbuchen an Harbes Hof
Das Naturschutzgebiet Altbuchen an Harbes Hof liegt auf dem Gebiet der Gemeinde Grefrath im Kreis Viersen in Nordrhein-Westfalen.
Das etwa 5,4983 ha große Gebiet, das im Jahr 1988 unter Naturschutz gestellt wurde, erstreckt sich westlich des Stadtteils Ziegelheide der Stadt Kempen.